# Intore

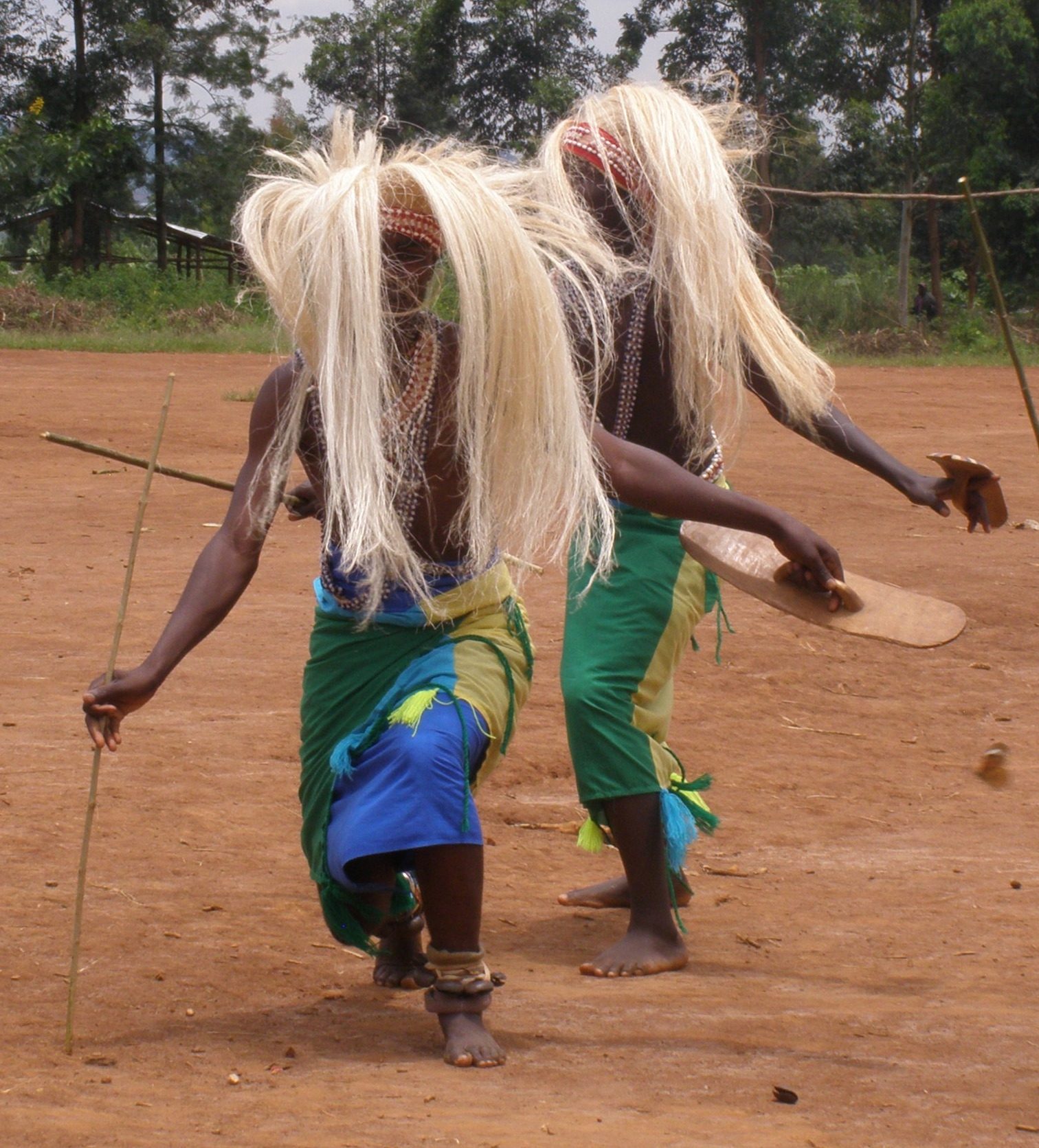
Intoredansare i Rwanda.

Intore är en traditionell dans i Rwanda och Burundi. Den dansas av män och var ursprungligen en krigsdans, som dansades av kungens soldater i full rustning efter en seger. 
Intore kom till Rwanda på 1830-talet när den  kungliga Muyange flydde från strider i Burundi och beviljades asyl av Rwandas kung.
Soldaterna rekruterades som barn och fick sin utbildning vid hovet. Det var en stor ära både för barnen och deras familj, så många bad att deras pojkar skulle bli soldat. Kungens soldater ansågs som samhällets elit och fick förutom militär träning också lära sig läsa och räkna och  undervisning i rikets historia. De skulle skydda kungen och hade fullt tillträde till palatset. Utbildningen avslutades med en ceremoni inför kungen och hovet då de för första gången dansade i sina färgglada kläder. Truppens ledare läser en dikt medan soldaterna dansar och ropar sina krigsrop.

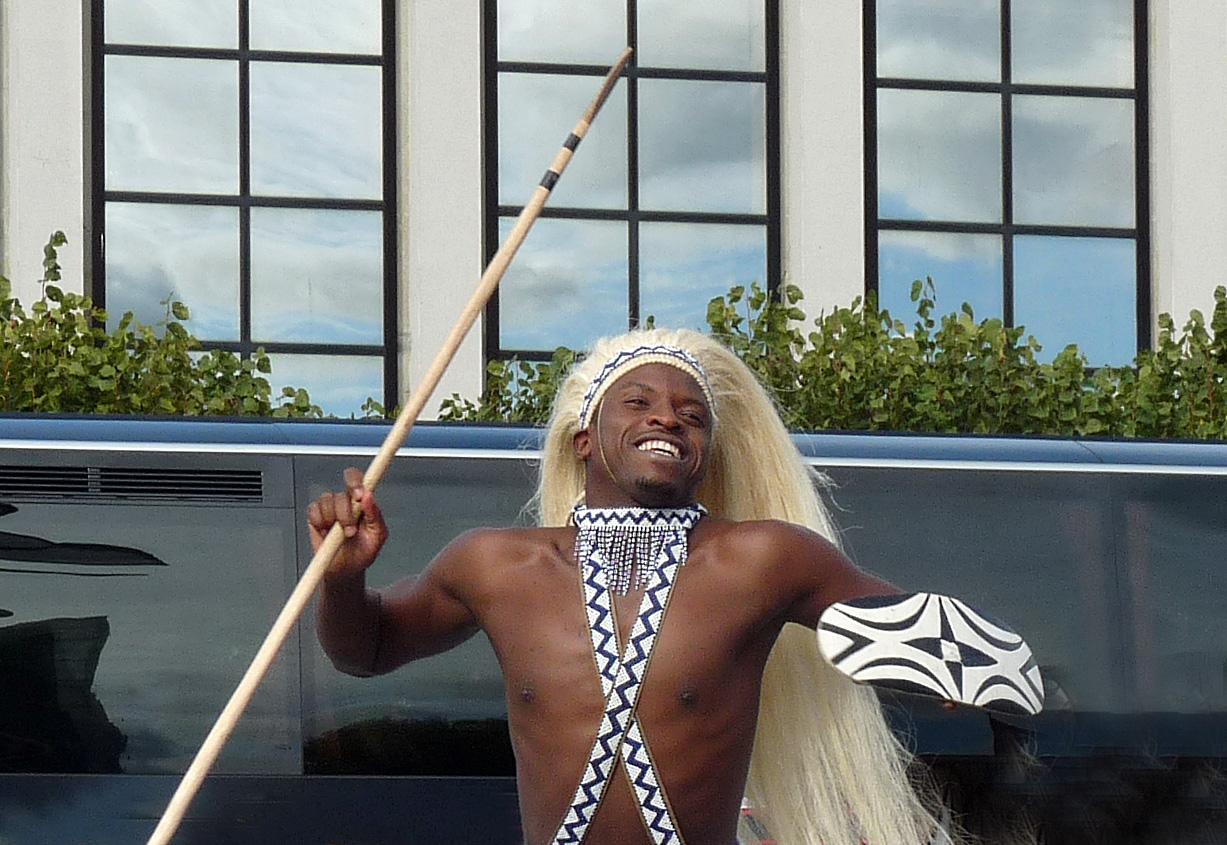
Modern dansare från Rwandas nationalbalett.

Intore har tappat sin betydelse i strid, men framförs vid bland annat bröllop och dop. Den har behållit sin ursprungliga form men dansas inte längre med riktiga vapen. Dansen blev känd i hela världen efter världsutställningen 1958 i Bryssel och är ett populärt inslag i Rwandas folklore. Under folkmordet i Rwanda flydde många tutsier landet och det de saknade mest sägs vara nationaldansen Intore.